# Leichtathletik-Weltmeisterschaften 2023/Teilnehmer (Rumänien)
| Goldmedaillen | Silbermedaillen | Bronzemedaillen |
| ------------- | --------------- | --------------- |
| —             | —               | 1               |

Der Leichtathletikverband von Rumänien nahm an den Leichtathletik-Weltmeisterschaften 2023 in Budapest teil. 16 Athletinnen und Athleten wurden vom rumänischen Verband nominiert.

## Medaillengewinnerin
| Medaille | Athletin              | Disziplin  |
| -------- | --------------------- | ---------- |
| Bronze   | Alina Rotaru-Kottmann | Weitsprung |

## Ergebnisse

### Männer

#### Laufdisziplinen
| Athlet                   | Disziplin   | Vorlauf | Vorlauf | Halbfinale | Halbfinale | Finale    | Finale |
| Athlet                   | Disziplin   | Zeit    | Platz   | Zeit       | Platz      | Zeit      | Platz  |
| ------------------------ | ----------- | ------- | ------- | ---------- | ---------- | --------- | ------ |
| Ilie Alexandru Corneschi | Marathon    |         |         |            |            | DNF       | DNF    |
| Nicolae Soare            | Marathon    |         |         |            |            | 2:25:14 h | 56     |
| Narcis Mihăilă           | 35 km Gehen |         |         |            |            | DNF       | DNF    |

#### Sprung/Wurf
| Athlet          | Disziplin   | Qualifikation | Qualifikation | Finale     | Finale |
| Athlet          | Disziplin   | Weite/Höhe    | Platz         | Weite/Höhe | Platz  |
| --------------- | ----------- | ------------- | ------------- | ---------- | ------ |
| Gabriel Bitan   | Weitsprung  | 7,32 m        | 36            | DNQ        | DNQ    |
| Andrei Toader   | Kugelstoßen | NM            | NM            | DNQ        | DNQ    |
| Alin Firfirică  | Diskuswurf  | 61,03 m       | 29            | DNQ        | DNQ    |
| Alexandru Novac | Speerwurf   | 75,75 m       | 25            | DNQ        | DNQ    |

### Frauen

#### Laufdisziplinen
| Athletin          | Disziplin   | Vorlauf        | Vorlauf | Halbfinale | Halbfinale | Finale | Finale |
| Athletin          | Disziplin   | Zeit           | Platz   | Zeit       | Platz      | Zeit   | Platz  |
| ----------------- | ----------- | -------------- | ------- | ---------- | ---------- | ------ | ------ |
| Andrea Miklós     | 400 m       | 51,24 s        | 02      | 50,77 s    | 05         | DNQ    | DNQ    |
| Claudia Bobocea   | 800 m       | 2:00,54 min PB | 04      | DNQ        | DNQ        | –      | –      |
| Claudia Bobocea   | 1500 m      | 4:06,07 min    | 09      | DNQ        | DNQ        | –      | –      |
| Mihaela Acatrinei | 35 km Gehen |                |         |            |            | DNF    | DNF    |
| Ana Rodean        | 35 km Gehen |                |         |            |            | DNF    | DNF    |

#### Sprung/Wurf
| Athletin              | Disziplin  | Qualifikation | Qualifikation | Finale     | Finale |
| Athletin              | Disziplin  | Weite/Höhe    | Platz         | Weite/Höhe | Platz  |
| --------------------- | ---------- | ------------- | ------------- | ---------- | ------ |
| Daniela Stanciu       | Hochsprung | 1,85 m        | 20            | DNQ        | DNQ    |
| Alina Rotaru-Kottmann | Weitsprung | 6,69 m        | 09            | 6,88 m     | Bronze |
| Diana Ana Maria Ion   | Dreisprung | 13,66 m       | 21            | DNQ        | DNQ    |
| Elena Panțuroiu       | Dreisprung | 14,06 m PB    | 15            | DNQ        | DNQ    |
| Bianca Ghelber        | Hammerwurf | 73,67 m       | 05            | 73,70 m    | 07     |